# 1953 Rupertwildt
Rupertwildt (asteroide 1953) é um asteroide da cintura principal, a 2,5475842 UA. Possui uma excentricidade de 0,181125 e um período orbital de 2 004,29 dias (5,49 anos).
Rupertwildt tem uma velocidade orbital média de 16,88640858 km/s e uma inclinação de 2,4602º.
Esse asteroide foi descoberto em 29 de Outubro de 1951 por Goethe Link Obs..